# Ginnastica artistica ai X Giochi del Mediterraneo
Il programma di ginnastica artistica ai X Giochi del Mediterraneo è stato articolato prevedendo l'assegnazione di un totale di 14 medaglie d'oro. In questi giochi le specialità per la ginnastica artistica sono state:
- Concorso individuale (maschile e femminile)
- Concorso a squadre (maschile e femminile)
- Corpo libero (maschile e femminile)
- Cavallo a maniglie (maschile)
- Anelli (maschile)
- Volteggio (maschile e femminile)
- Parallele asimmetriche (femminile)
- Parallele simmetriche (maschile)
- Sbarra (maschile)
- Trave (femminile)

## Podi

### Uomini
| Evento                | Oro                | Perform. | Argento                                         | Perform. | Bronzo             | Perform. |
| Ginnastica artistica  |                    |          |                                                 |          |                    |          |
| Concorso individuale  | Boris Preti        | 114,750  | Jury Chechi                                     | 114,250  | Miguel Angel Rubio | 113,250  |
| Concorso a squadre    | Italia             | 284,650  | Spagna                                          | 281,200  | Francia            | 278,150  |
| Corpo libero          | AlaAldin Namo      | 19,300   | Riccardo Trapella                               | 19,275   | Fernando Siscar    | 19,075   |
| Cavallo a maniglie    | Vittorio Allievi   | 19,250   | Boris Preti                                     | 19,100   | Thierry Pecqueux   | 18,900   |
| Anelli                | Boris Preti        | 19,550   | Jury Chechi                                     | 19,450   | Alfonso Rodríguez  | 19,450   |
| Volteggio             | Jury Chechi        | 19,275   | Patrick Mattioni                                | 19,100   | Alfonso Rodríguez  | 19,037   |
| Parallele simmetriche | Paolo Bucci        | 19,250   | Patrick Mattioni Boris Preti Miguel Angel Rubio | 19,100   |                    |          |
| Sbarra                | Miguel Angel Rubio | 19,300   | Alfonso Rodríguez                               | 19,200   | Jury Chechi        | 19,125   |

### Donne
| Evento                 | Oro                          | Perform. | Argento             | Perform. | Bronzo           | Perform. |
| Ginnastica artistica   |                              |          |                     |          |                  |          |
| Concorso individuale   | Laura Munoz                  | 77,100   | Nuria Garcia        | 76,650   | Lidia Castilejos | 76,550   |
| Concorso a squadre     | Spagna                       | 191,850  | Italia              | 187,700  | Francia          | 183,750  |
| Corpo libero           | Laura Munoz                  | 19,700   | Slicia Fernandez    | 19,500   | Emilia Delliou   | 19,200   |
| Volteggio              | Laura Munoz                  | 19,675   | Nerea Esbrit        | 19,325   | Emilia Delliou   | 19,225   |
| Parallele asimmetriche | Barbara Righetto Laura Munoz | 19,450   | --                  | --       | Giulia Volpi     | 19,250   |
| Trave d'equilibrio     | Nuria Garcia                 | 19,150   | Brigitte Caviglioli | 18,650   | Nerea Esbrit     | 18,600   |

## Medagliere
| Posizione | Paese   |   |   |   | Totale |
| --------- | ------- | - | - | - | ------ |
| 1         | Spagna  | 7 | 6 | 6 | 19     |
| 2         | Italia  | 7 | 6 | 2 | 15     |
| 3         | Siria   | 1 | 0 | 0 | 1      |
| 4         | Francia | 0 | 3 | 3 | 6      |
| 5         | Grecia  | 0 | 0 | 2 | 2      |

## Fonti
- (EN) Risultati Ufficiali in pdf su Cijm.org, su cijm.org.gr. URL consultato il 23 aprile 2013 (archiviato dall'url originale il 9 dicembre 2014).